# 熊伯涛
熊伯涛（1904年—1975年），中国人民解放军将领、中国人民解放军开国少将。
曾任公安军第一副参谋长。1955年，授予中国人民解放军少将。